# 마리아-엘레나 라스
마리아엘레나 라스(스페인어: Maria-Elena Laas, 영어: 마리아얼레이나 라스, 영어 발음: /əˈleɪnə/, 1983년 11월 28일 ~ )는 푸에르토리코 태생의 미국 배우이다.
폰세에서 태어났다.

## 영화
- 스워브 (2012년) - 마리아 역
- 서퍼링 맨스 채리티 (2007년) - 릴리아나 역
- 에어플레인 디재스터 (2006년) - 엘레나 역